# Кюзелигыр

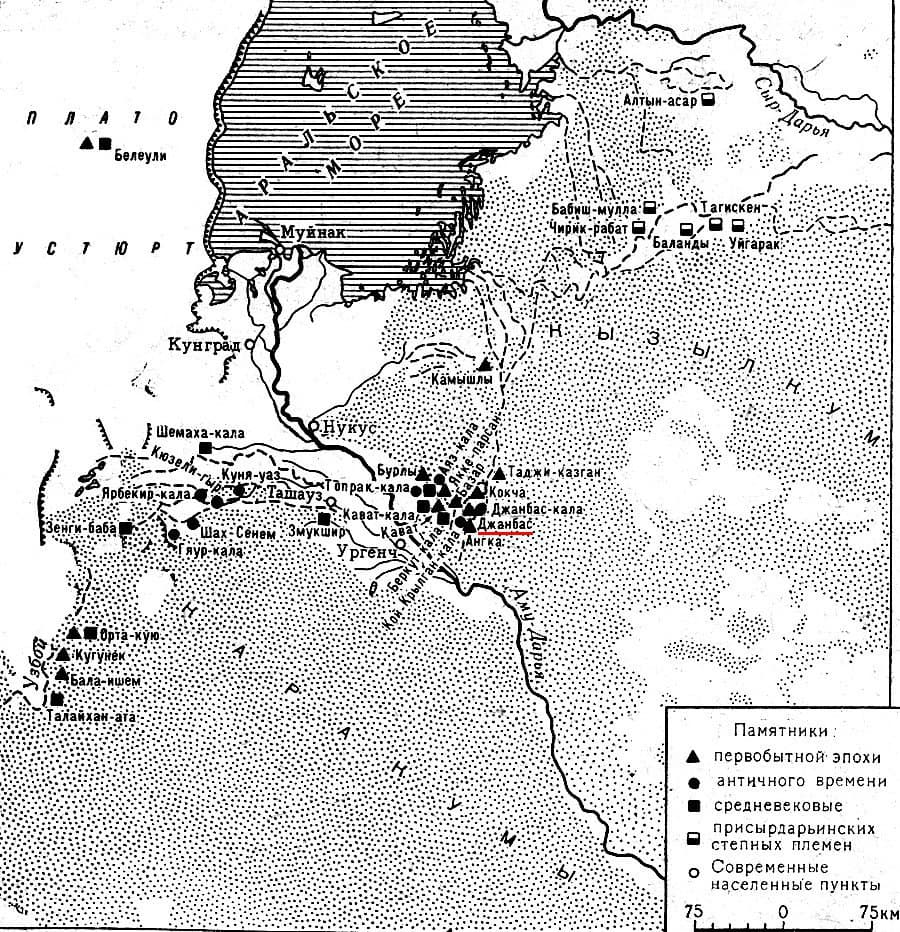
Кюзели-гыр среди других археологических памятников Хорезма.

Кюзелигыр (также Етимгыр; туркм. Küýzeligyr) — исчезнувший древний город на севере Туркменистана, бывший самой первой столицей древнего Хорезма в VI—V вв. до н. э. Городище Кюзелигыра, находящееся на территории древней Присарыкамышской дельты Амударьи в Акдепинском этрапе Дашогузского велаята, является наиболее крупным памятником архаического периода истории Хорезма (площадь 25 гектар, общая протяжённость крепостных стен около 3 км). Согласно Ю.Рапопорту, Кюзелигыр есть древний город Хорасмия, упоминаемый в труде Гекатея Милетского «Землеописание».

## Описание
Не позднее рубежа VII—VI вв. до н. э., в наиболее густонаселённой области Хорезма — Присаракамышской дельте Амударьи, возникает крупный городской или протогородской центр — городище Кюзелигыр, являвшийся центром историко-культурной области до завоевания Хорезма державой Ахеменидов.
Кюзелигыр представлял собой укреплённый город, который изначально занимал лишь юго-западную часть возвышенности, на которой находился. В более поздние времена, на территории 13 гектаров была построена новая крепостная стена с севера и востока от ранней крепости. Городище было окружено двумя параллельно идущими стенами, между которыми располагался проход шириной до 2,5 метров.
Стены крепости, сложенные из пахсы и сырцового кирпича, достигали толщины 1—1,5 м. Внешняя оборонительная стена была прорезана многочисленными бойницами, отстоящими одна от другой на 2 м. Вдоль стены через каждые 35 м располагались башни овальной или прямоугольной формы. Изначально крепость строилась из прямоугольного кирпича, а позднее — из кирпича квадратного формата. В строениях крепости раннего периода существования широко применялись каркасные конструкции. Полы были выложены сырцовым кирпичом и обмазаны глиной с примесью соломы. Высокого развития достигла обработка металла: из бронзы отливались наконечники стрел, детали упряжи, женские украшения (бусы, браслеты, кольца) и другие предметы. Было развито гончарное производство, при этом гончарный квартал г. Кюзелигыр был самым ранним на всей территории древнего Хорезма.  
Если судить по количеству костей животных, найденных при раскопках, и природным условиям, основным занятием жителей Кюзелигыра было отгонное и домашнее скотоводство. Также, жители Кюзелигыра занимались земледелием, что подтверждается находками в культурном слое железного серпа и каменных зернотерок, а также отпечатками соломы злаковых растений, заметных в глиняной обмазке помещений. На основании археологических материалов, Кюзелигыр датируется VI—V вв. до н. э. Согласно мнению историков, археологические материалы Кюзелигыра, наряду с комплексами Согда, Маргианы и Южной Бактрии представляют собой варианты единого культурного пласта и одной большой этнокультурной провинции.